# Masdevallia herradurae
Masdevallia herradurae es una especie de orquídea epífita originaria de la  Cordillera Occidental y Central de Colombia.

## Descripción
Es una orquídea de pequeño tamaño que prefiere el clima cálido al fresco, es de hábitos epífitas con un tallo delgado, erguido y envuelto basalmente de 2 a 3 vainas tubulares que llevan una sola hoja apical, erecta, coriácea, estrechamente obovada, aguda que se reduce gradualmente a continuación en un pecíolo. Florece en una delgada inflorescencia, erguida  con brácteas  florales tubulares con una flor solitaria por inflorescencia, que aparece por debajo de la altura de la hoja.

## Distribución y hábitat
Se encuentra en Colombia y Ecuador en la cordillera central y occidental donde crece en los árboles cubiertos de musgo en las alturas de 500 a 2100 metros.

## Sinonimia
- Acinopetala herradurae (F.Lehm. & Kraenzl.) Luer, Monogr. Syst. Bot. Missouri Bot. Gard. 105: 3 (2006).
- Masdevallia tenuipes Schltr., Repert. Spec. Nov. Regni Veg. Beih. 7: 81 (1920).
- Masdevallia frontinoensis Kraenzl., Repert. Spec. Nov. Regni Veg. 17: 421 (1921).[3]